# Ioan Bengliu
Ioan Bengliu (* 16. November 1881 in Târgu Jiu, Kreis Gorj; † 26. November (nach anderen Angaben: 28. November) 1940 in Jilava, Kreis Ilfov) war ein Offizier und zuletzt Generalleutnant im Königreich Rumänien.

## Leben

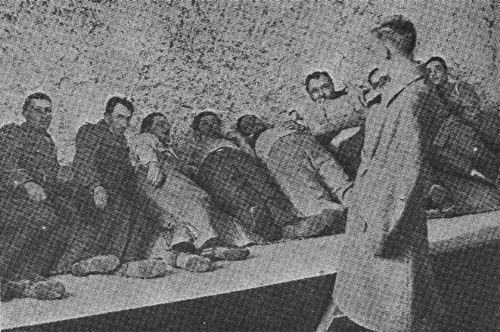
Rekonstruktion des Massakers der Eisernen Garde im Gefängnis von Jilava, zu dessen Opfern Bengliu gehörte.

Ioan Bengliu absolvierte eine Offiziersausbildung und wurde nach verschiedenen Verwendungen als Offizier und Stabsoffizier am 1. September 1917 Oberstleutnant (Locotenent-colonel) sowie am 1. April 1920 zum Oberst (Colonel) befördert. Nach weiteren darauf folgenden Funktionen war er zwischen dem 1. April 1928 und dem 1. April 1930 Kommandeur des 86. Infanterieregiments sowie anschließend vom 1. April 1930 bis zum 15. April 1933 Kommandeur der 2. Gebirgsbrigade. Nach seiner Beförderung zum Brigadegeneral (General de brigadă) war er zwischen dem 15. April 1933 und dem 16. Juni 1938 Kommandeur der 14. Gendarmerie-Division. Er wurde am 19. Juni 1938 zum Generalmajor (General de divizie) befördert und war daraufhin vom 19. Juni 1938 bis zu seiner Ablösung durch Brigadegeneral Ioan Topor am 20. Juli 1940 Generalinspekteur der Gendarmerie (Jandarmeria Română). Als Generalinspekteur der Gendarmerie führte Bengliu, eine Schwager des am 21. September 1939 ermordeten Ministerpräsident Armand Călinescu, zwischen 1938 und 1939 Untersuchungen gegen die auch Legionärsbewegung (Mișcarea Legionară) genannten faschistischen antisemitischen Eisernen Garde (Garda de Fier) durch. Zuletzt wurde er am 8. Juni 1940 noch zum Generalleutnant (General de corp de armată) befördert und fungierte zudem zwischen dem 8. Juni und dem 20. Juli 1940 noch als Kommandeur der Verteidigungstruppen des Innenministeriums.
Im Anschluss trat Bengliu in den Ruhestand und wurde kurz darauf festgenommen und im Gefängnis von Jilava inhaftiert. Er wurde dort bei dem Massaker (Masacrul de la Jilava) Legionärsbewegung ermordet. Er gehörte neben Ministerpräsidenten Gheorghe Argeșanu, Justizminister Victor Iamandi, dem langjährigen Direktor des Armee-Geheimdienstes (Serviciul Secret de Informații al Armatei Române) Mihail Moruzov und dem Polizeipräfekten von Bukarest und ehemaligen Innenminister General Gabriel Marinescu zu den 64 Gendarmen und Würdenträgern des ehemaligen Regimes von König Karl II. von Rumänien, die bei dem Massaker ums Leben kamen.

## Hintergrundliteratur
- Armin Heinen: Die Legion „Erzengel Michael“ in Rumänien. Soziale Bewegung und politische Organisation. Ein Beitrag zum Problem des internationalen Faschismus, 1986, ISBN 978-3-486-53101-5
- Charles D. Pettibone: The Organization and Order Or Battle of Militaries in World War II. Germany’s and Imperial Japan’s Allies & Puppet States, Band VII, 2012, ISBN 978-1-4669-0350-0 (Onlineversion (Auszug))
- Gheorghe Buzatu: Romanian Crucible. The Trial of Corneliu Zelea Codreanu, 2023, ISBN 978-1-59211-261-6 (Onlineversion (Auszug))